# Леннокс, Эдвард Джеймс
Эдвард Джеймс Леннокс (12 сентября 1854 — 15 апреля, 1933) — канадский архитектор проектировавший много достопримечательностей города в конце девятнадцатого и начале двадцатого века, в том числе в мэрию Торонто и Каса Лому. Один из самых успешных архитекторов Торонто, его времени. Всего он спроектировал более 70 зданий в городе Торонто. 

## Реализованные проекты
- Ханланский отель
- Отель короля Эдварда[1]
- Каса Лома
- Здание для Excelsior Life Insurance Company
- Здание для Wolseley Motor Car Company
- Резиденция Джеймса Боустеда
- Западная больница Торонто